# Bornplatzsynagoge

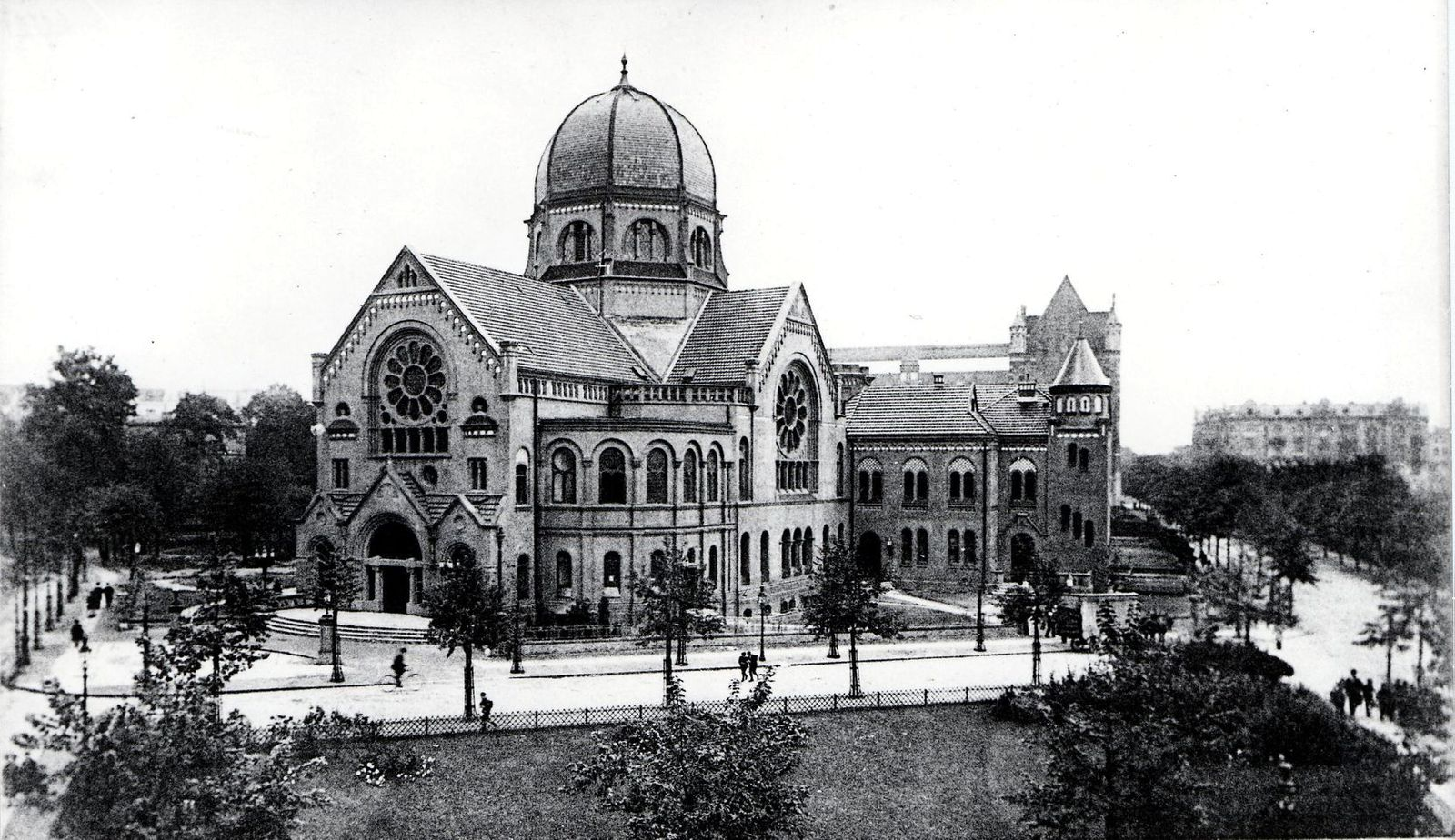
Bornplatzsynagoge kurz nach der Einweihung 1906. Blick von der Beneckestr. über Bornplatz und Binderstr. zur Synagoge mit Grindelhof (links)

Die Synagoge am Bornplatz im Hamburger Grindelviertel wurde 1906 eingeweiht und war eine der größten Synagogen in Deutschland. Sie diente der Deutsch-Israelitischen Gemeinde (DIG) als Hauptsynagoge. In unmittelbarer Nähe wurde 1911 das Gebäude der Talmud-Tora-Schule errichtet.
In der Reichspogromnacht am 9. November 1938 wurde die Synagoge verwüstet, kurz darauf in Brand gesteckt und die Ruine 1939 durch das lokale Nazi-Regime auf Kosten der jüdischen Gemeinde abgerissen.
Fünfzig Jahre nach der Zerstörung wurde der ehemalige Standort umgestaltet, seit dem 9. November 1988 weist das Bodenmosaik „Synagogenmonument“ von Margrit Kahl auf den Standort der Synagoge hin. Seit 2019 setzen sich die jüdische Gemeinde, der Zentralrat der Juden in Deutschland und mehrere Organisationen für den Wiederaufbau der Synagoge ein. Im Februar 2020 wurde ein Antrag für eine Machbarkeitsstudie von der Hamburgischen Bürgerschaft einstimmig angenommen. Im November 2020 gab der Haushaltsausschuss des Bundestags 65 Millionen Euro für die Wiederherstellung der Synagoge frei.

## Geschichte

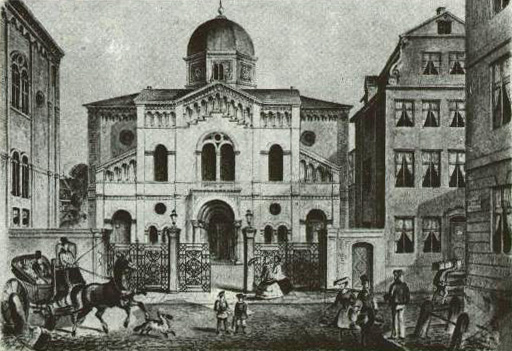
Synagoge an den Kohlhöfen in Hamburg von 1859

Das Zentrum des jüdischen Lebens lag bis zum 19. Jahrhundert vor allem in der Neustadt. Dort unterhielt die Gemeinde zwei Synagogen, eine in der Elbstraße und eine in der Straße Kohlhöfen. Nach der Aufhebung der Torsperre 1861 zogen immer mehr Juden aus den engen Gassen der Neustadt in modernere Wohnviertel außerhalb der Stadtbefestigung in Harvestehude, Rotherbaum und Eppendorf und vor allem am Grindel. Auch viele jüdische Einrichtungen fanden dort einen neuen Platz.
In unmittelbarer Nähe des Bornplatzes befand sich die Neue Dammtorsynagoge in der Beneckestraße (Westseite des heutigen Allende-Platzes). Sie war 1895 im maurisch-orientalischen Stil errichtet worden und bot etwa 500 Personen Platz. Dort gehaltene Schabbatfeiern und Feste anderer jüdischer Feiertage verliefen gemäß der konservativ und maßvoll modernen Ausrichtung des Betreibers dieser Synagoge, der 1892 gegründete Verein der Neuen Dammtor-Synagoge, einer der drei Kultusverbände im Hamburger System genannten zweiteiligen Aufbau der Deutsch-Israelitischen Gemeinde (DIG).
Die DIG regelte und finanzierte unumstrittene Aufgaben wie Armen-, Waisen- und Altenfürsorge, Krankenpflege, Bildung, Bestattung sowie Friedhofswesen. Das Konfliktfeld des Kultus, das von 1865 (Aufhebung der staatlich verordneten Einheitsgemeinde) bis 1867 (neue Statuten der DIG) beinahe die Gemeinde gesprengt hatte, überließ sie seither den Kultusverbänden innerhalb der DIG.
Juden, die sich für Kultusfragen und -pflege interessierten, konnten einem Kultusverband ihrer Wahl beitreten, ihn so mitfinanzieren durch ihre Beiträge und mitbestimmen, auch ohne DIG-Mitglied zu werden. Umgekehrt stand es DIG-Mitgliedern, denen das Ehrenamt im Kultus abging, frei, auch keinem Kultusverband beizutreten. Zugang zu religiösen Feiern stand sowieso allen frei. Die anderen beiden Kultusverbände waren der reform-jüdische Israelitische Tempelverband (Fortsetzung des 1817 gegründeten Neuen Israelitischen Tempelvereins) und der orthodoxe Deutsch-Israelitische Synagogenverband von 1868. Der Synagogenverband zeichnete für den neo-orthodoxen Kultus in der Bornplatzsynagoge verantwortlich. Die Synagoge war ab ihrer Einweihung 1906 die Hauptsynagoge des Synagogenverbandes.

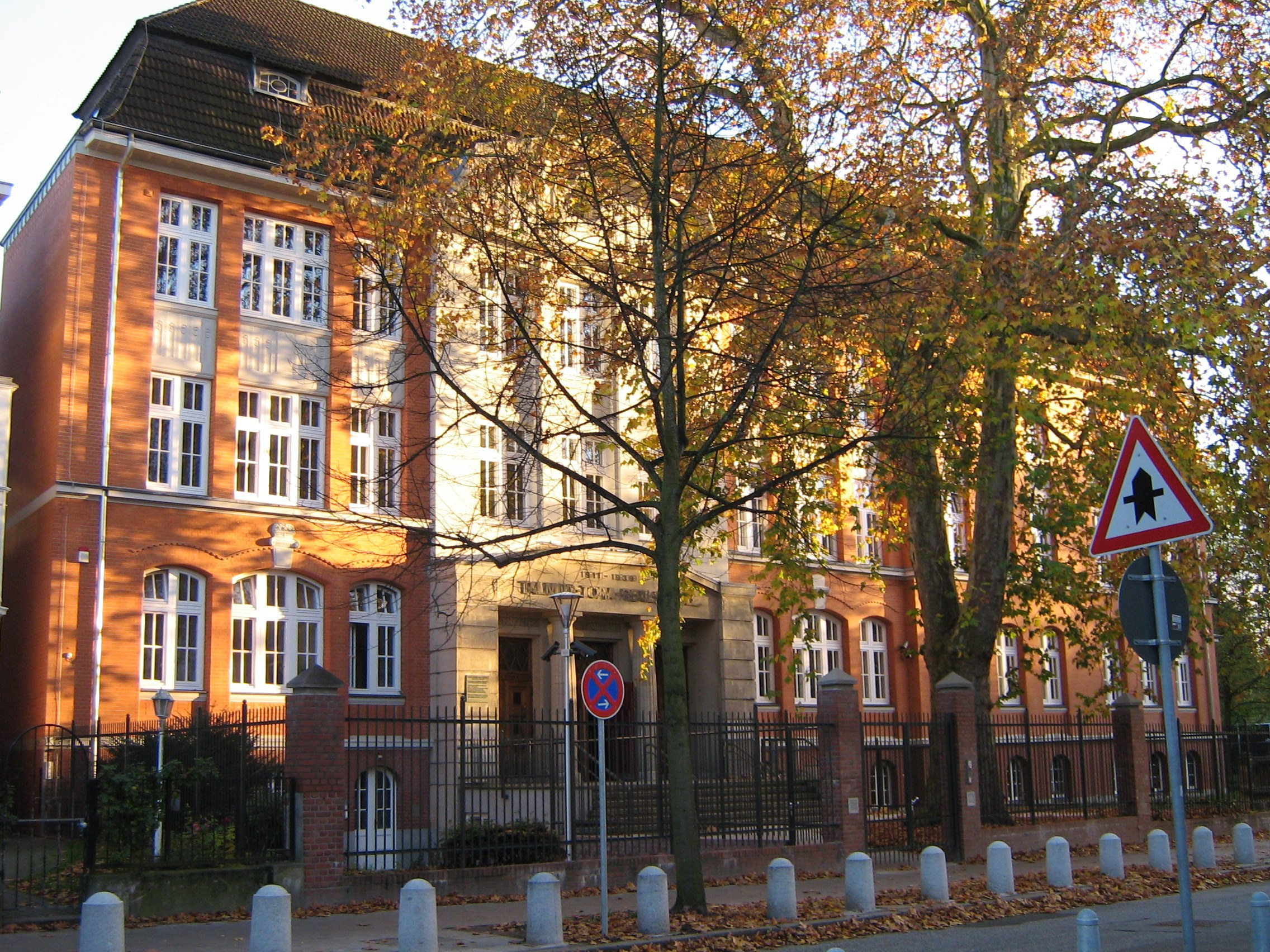
Die Talmud-Tora-Schule von 1911

Die traditionsreiche Talmud-Tora-Schule erhielt 1911 ein neues Gebäude am Grindelhof direkt nördlich angrenzend ans Synagogengrundstück, den heutigen Joseph-Carlebach-Platz. Der Bau ist zwar nicht im Stil, aber in der Farbgebung auf die Synagoge abgestimmt. Seit 1921 war Joseph Carlebach Rektor der Talmud-Tora-Schule und wirkte von 1925 bis 1936 zudem als Oberrabbiner der Hochdeutschen Israeliten-Gemeinde zu Altona.
Seit 1930 kam es im Grindelviertel zu antisemitischen Vorfällen. Der Journalist Esriel Carlebach, Neffe Joseph Carlebachs, wurde angefeindet, weil er in seiner Artikelserie Sowjet-Judäa kritisch über die Behandlung der Juden in der Sowjetunion geschrieben hatte. Eine vom kommunistischen Jugendverband geführte Gruppe, die unter dem Namen Arbeitsgemeinschaft jüdischer Werktätiger, Hamburg auftrat, entsandte einen Attentäter, der in der Nacht zum 4. Januar 1933 mehrere Schüsse auf Carlebach abgab. Ein Schuss durch seinen Hut verfehlte ihn nur knapp. Besucher jüdischer Veranstaltungen wurden überfallen und belästigt und Gräber auf dem Grindelfriedhof (An der Verbindungsbahn/Rentzelstraße) beschädigt. Die Gemeinde forderte, besonders zu den hohen Feiertagen, diskret Polizeischutz an und die Gottesdienstbesucher wurden durch Aushang aufgefordert, sich nicht vor der Synagoge zu versammeln.
Ein Höhepunkt im Leben der Gemeinde war 1936 die Amtseinführung Joseph Carlebach als Oberrabbiner der DIG, an der über 2000 Menschen teilnahmen, darunter 200 Ehrengäste.
Während des Novemberpogroms am 10. November 1938 wurde die Synagoge geschändet und die Inneneinrichtung zerstört. Zwei Tage später wurde im Inneren Feuer gelegt. Der genaue Ablauf der Ereignisse lässt sich nicht mehr rekonstruieren. Eine Augenzeugin berichtete unter anderem über die Schändung von Torarollen. Der massive Betonbau überstand im Wesentlichen den Pogrom.
1939 verlangte der Senat mit Verweis auf die Rückkaufsklausel im Kaufvertrag von 1902, der nach die Gemeinde das Grundstück geräumt zurückverkaufen müsse, falls es für Synagoge und Gemeindehaus nicht mehr benötigt werde, welchen Fall der Senat für eingetreten erachtete. Die Kosten für Abriss der beschädigten Gebäude und Räumung hatte laut Vertrag von 1902 die Gemeinde zu tragen. Am 30. März 1939 beantragte die Baupolizei den Abbruch des massiven Betonbaus und die Sprengung seiner Fundamente.  Am 2. Mai 1939 musste die Gemeinde das Grundstück zu einem geringen Preis an die Stadt zurückverkaufen. Am 14. Juli 1939 meldete das Hamburger Tageblatt den Abbruch der Synagoge: „Wo heute noch ein paar traurige Trümmer stehen, wird bald ein freundlicher Grünplatz allen Volksgenossen Freude machen.“ Bis Mitte 1940 wurden alle Gebäudereste abgerissen. Am 15. August 1940 wurde der Verkauf wirksam und das Grundstück auf die Stadt überschrieben. Später wurde auf dem Gelände ein bis heute erhaltener Hochbunker gebaut.
Die Gemeinde konnte noch eine Zeit lang die Neue Dammtorsynagoge nutzen, die nach der Beschädigung in der Reichspogromnacht mit privaten Mitteln wieder für den Gottesdienst hergerichtet werden konnte. Sie wurde 1943 durch Bombeneinwirkung völlig zerstört. Joseph Carlebach wurde 1942 wie viele seiner Gemeindemitglieder deportiert und ermordet.

## Der Bau
Die Gemeinde erwarb 1902 einen Bauplatz für eine Synagoge von der Stadt Hamburg für 90.459 Mark. Er umfasste die Grundstücke Bornplatz 8 (heute Allende- bzw. Joseph-Carlebach-Platz), Binderstraße 36 und Grindelhof 26. Die Stadt behielt sich ein Rückkaufsrecht für den Fall vor, dass das Grundstück nicht mehr für den bestimmten Zweck, Standort von Synagoge und Gemeindehaus, benötigt würde.
Die Grundsteinlegung der freistehenden und repräsentativen Synagoge, eine der größten in Nordeuropa, fand am 24. März 1905 statt. Vergleichbar ist die Größe der Synagoge mit der 1931 eingeweihten Reformsynagoge des Israelitischen Tempelverbandes in der Oberstraße 120 in Hamburg-Harvestehude. Diese fasste ebenfalls 1200 Plätze.
Der Entwurf stammte von dem Architekten Semmy Engel und dem Regierungsbaumeister Ernst Friedheim. Ihre zwei ursprünglich getrennt eingereichten Pläne wurden zu einem vereinigt und der Bau beiden Baumeistern übertragen. Am 13. September 1906 konnte der Neubau seiner Bestimmung übergeben werden. Der damalige Oberrabbiner Markus Hirsch hielt eine Festpredigt.
Die Synagoge war im neoromanischen Stil errichtet und von einer mit brauglasierten Ziegeln eingedeckten Kuppel, unter der Verkleidung eine Stahlkonstruktion, gekrönt. Mit einer Höhe von fast 40 Metern war sie weithin sichtbar. Auch die Fassaden des modernen Betonbaus waren außen mit dunklen Klinkern (Sockelzone) und darüber mit ockerfarbenem Backstein verblendet, im Wechsel mit Bauschmuck (Gesimse, Brüstungen, Laibungen und Säulen) aus rotem Mainsandstein. Die Rundfenster waren farbig verglast. Der Haupteingang im Westen zum Grindelberg hin war über eine Terrasse zugänglich. Hinter dem Hauptbau lagen Nebengebäude mit einer Wochentagssynagoge, einer Mikwe und Verwaltungsräumen.
Die Synagoge bot 1200 Plätze, davon 500 für Frauen, die nach orthodoxer Tradition von den Männern getrennt auf einer Empore saßen. Eine weitere Empore war für einen Chor vorgesehen. Der Toraschrein, eine Stiftung der Familie Warburg, galt als Höhepunkt der Einrichtung. Er bestand aus schwarzem, weißem und rotem Marmor mit Zierrat aus goldfarbener Bronze.
Die Bornplatzsynagoge war die erste freistehende Hamburger Synagoge an exponierter Stelle. Die alte Kohlhöfensynagoge hatte zwar eine sichtbare Fassade, lag aber von der Straßenfront abgerückt. Der israelitische Tempel in der Poolstraße und die Neue Dammtorsynagoge waren hinter Vorderbebauungen verborgen. Der neoromanische Stil der neuen Synagoge, der auch im Kirchenbau sehr beliebt war, wurde von der Gemeinde bewusst gewählt als „Zeichen für die vermeintlich erreichte Gleichberechtigung“.

## Die Neugestaltung des Platzes

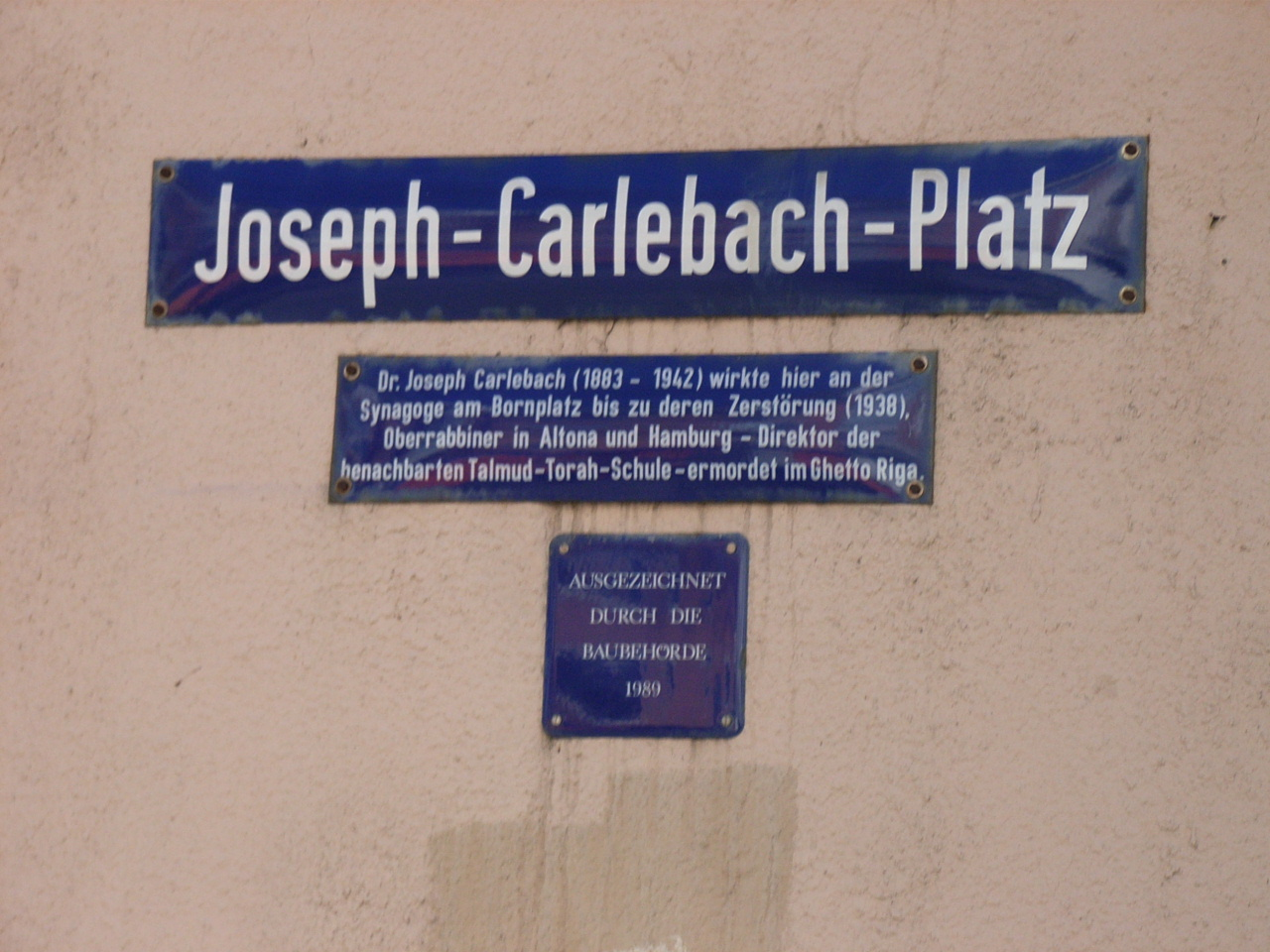
Die Freifläche, wo einst die Synagoge stand, heißt seit 1989 Joseph-Carlebach-Platz

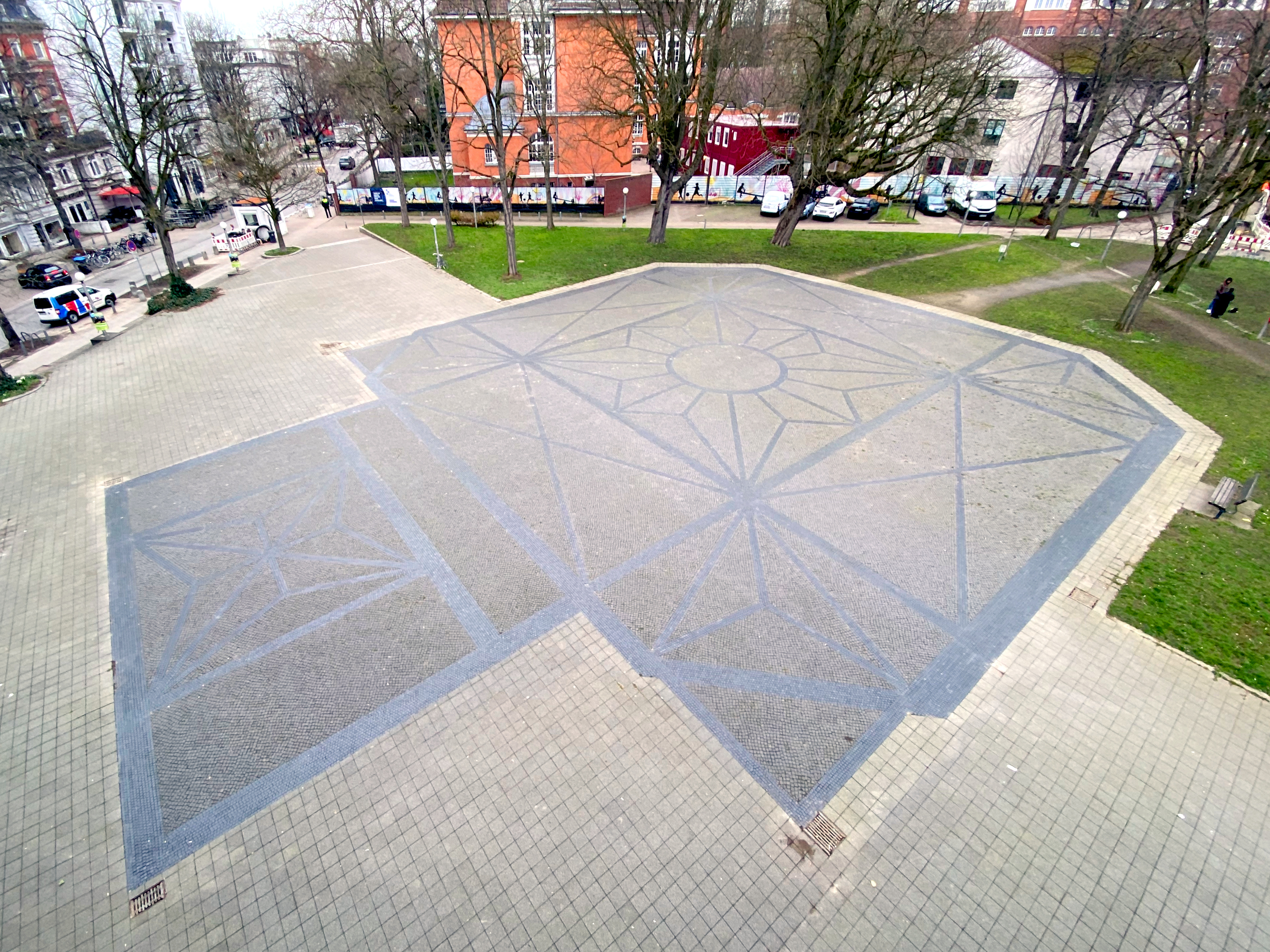
Grundriss der Bornplatzsynagoge am originalen Standort

An die ehemalige Synagoge erinnerte zunächst nur eine Gedenktafel an der Ostwand des Hochbunkers. Der ehemalige Standort der Synagoge diente der Universität als Parkplatz. Das erhaltene Gebäude der Talmud-Tora-Schule befand sich im Besitz der Stadt und wurde vom Fachbereich Bibliothekswesen der Fachhochschule Hamburg genutzt.
Zum fünfzigsten Jahrestag der Zerstörung der Synagoge wurde der Platz neu gestaltet. Die Planung begann 1986. Der erste Künstlerentwurf sah den hebräischen Schriftzug „Awoda“ vor, was Tempelgottesdienst bedeutet. Der Entwurf wurde jedoch verworfen, da er nicht verständlich genug erschien. Der zweite, umgesetzte Entwurf der Künstlerin Margrit Kahl bildet den Grundriss und das Deckengewölbe der Synagoge auf dem Boden ab. Ort und Größe des Baus sind durch dunkles Mosaikpflaster dargestellt, die Linien des Deckengewölbes sind durch polierte schwarze Granitsteine hervorgehoben. Der Platz ist nur für Fußgänger begehbar und das Umfeld mit Bäumen und Sitzbänken gestaltet. Eine Schautafel weist auf seine Bedeutung hin. An der dem Synagogenmonument zugewandten Seite des ehemaligen Bunkers befindet sich eine Gedenktafel mit der Inschrift: „Möge die Zukunft die Nachfahren vor Unrecht bewahren“.
Der östliche Teil des ehemaligen Bornplatzes ist seit 1989 nach Joseph Carlebach benannt. 2004 wurde auf Betreiben der Bürgerinitiative Grindelhof hin eine weitere Tafel eingeweiht, diese informiert über die Geschichte der Synagoge und des Gedenkortes.
Das Gebäude der Talmud Tora Schule wurde 2004 an die jüdische Gemeinde zurückgegeben. Es beherbergt seit einem Umbau wieder eine jüdische Grundschule sowie ein Gemeindezentrum. Im Januar 2020 gab der Hamburger Senat bekannt, das Erbbaurecht für ein angrenzendes Grundstück für 60 Jahre an die Gemeinde pachtfrei zu übertragen, um dem Wachstum der Gemeinde Rechnung zu tragen.

## Debatte um Wiederaufbau
Im November 2019 entstand in Hamburg eine öffentliche Debatte über den möglichen Wiederaufbau der Synagoge. Sie wurde durch ein Interview des Hamburger Abendblatts mit dem Landesrabbiner Shlomo Bistritzky ausgelöst. Für den Vorschlag, die Synagoge neu aufzubauen, gab es binnen kurzer Zeit breite gesellschaftliche Zustimmung. Es gibt auch ablehnende Stimmen. Hamburgs Erster Bürgermeister Peter Tschentscher und Bundeskanzler Olaf Scholz unterstützen das Wiederaufbauvorhaben. Der Landesrabbiner Shlomo Bistritzky, die Initiative Wiederaufbau Bornplatzsynagoge und mehrere Organisationen und prominente Fürsprecher unterstützen einen möglichst originalgetreuen Wiederaufbau der Bornplatzsynagoge. Auch der Hamburger Verein „Vom Holocaust zum neuen Leben“, ein Zusammenschluss von 17 Überlebenden des Holocaust, befürwortet die Pläne. Muslimische und christliche Vertreter und Gemeinden befürworten das Projekt ebenfalls. Bei einer Unterschriftenaktion sprachen sich 107.000 Unterstützer für das Wiederaufbauprojekt am Bornplatz aus.
Der Haushaltsausschuss des Deutschen Bundestages stellte in einer Sitzung in der Nacht vom 14. zum 15. November 600.000 Euro für die Finanzierung einer Machbarkeitsstudie bereit. Die Hamburgische Bürgerschaft sprach sich auf ihrer Sitzung am 12. Februar 2020 einstimmig für einen Wiederaufbau aus. Hierzu sollen in einer Machbarkeitsstudie zunächst verschiedene Varianten geprüft werden. Im November 2020 gab der Haushaltsausschuss des Bundestags 65 Millionen Euro für die Rekonstruktion der Synagoge frei. Derselbe Betrag soll noch einmal aus dem Hamburger Haushalt kommen.

### Historisch
- Tagesbericht. Die feierliche Grundsteinlegung der großen neuen Gemeindesynagoge am Bornplatz … In: Hamburger Fremdenblatt. 24. März 1905, S. [2], (Digitalisat)
- Tages-Neuigkeiten. (Hamburg, den 23. März). Die Grundsteinlegung der neuen Gemeindesynagoge vor dem Dammtor … In: Hamburgischer Correspondent und neue hamburgische Börsen-Halle. 24. März 1905, Morgen-Ausgabe, Zweite Beilage, S. [11], (Digitalisat)
- Tagesbericht. Synagogen-Verlegung. In: Hamburger Fremdenblatt. 14. Juni 1905, Dritte Beilage, S. [13], (Digitalisat)
- Die Einweihung der Gemeindesynagoge am Bornplatz. In: Hamburger Fremdenblatt. 15. September 1906, Vierte Beilage, [17], (Digitalisat)